# Scharbeutz
Scharbeutz – gmina uzdrowiskowa w Niemczech w kraju związkowym Szlezwik-Holsztyn, w powiecie Ostholstein.
Na terenie gminy znajduje się cmentarz ofiar katastrofy statków SS Cap Arcona i SS Thielbek, na którym także spoczywają robotnicy przymusowi z Polski z czasów nazistowskich Niemiec.

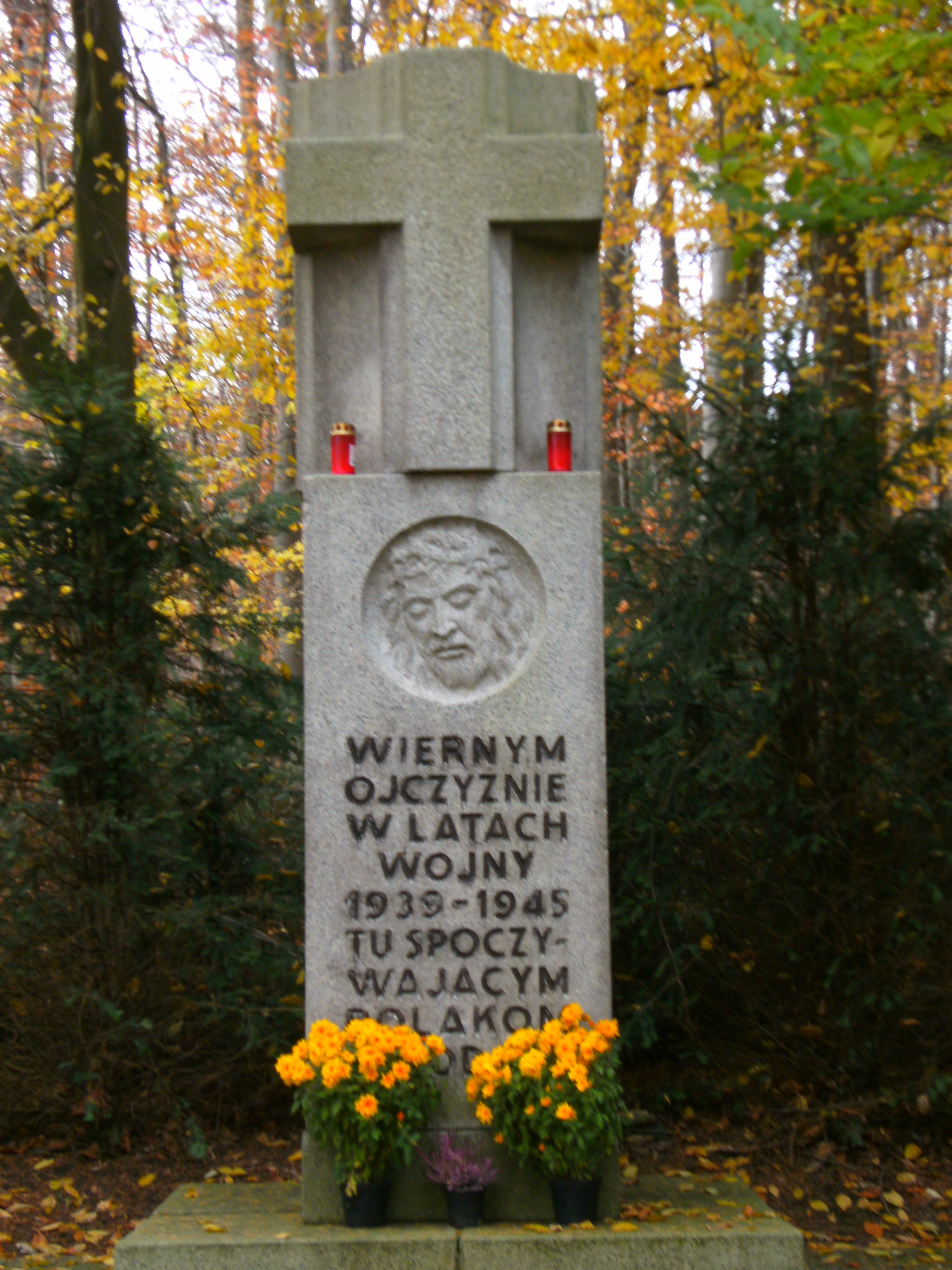
Pomnik upamiętniający Polaków na cmentarzu ofiar katastrofy statków SS Cap Arcona i SS Thielbek

## Współpraca międzynarodowa
- Gwda Wielka, Polska
- Łubowo, Polska
- Navajas, Hiszpania